# Le faune et la bergère
Le faune et la bergère op.2 è una suite di canzoni per mezzosoprano e orchestra scritta da Igor' Fëdorovič Stravinskij fra il 1906 e il 1907.

## Storia
Dopo il suo matrimonio, avvenuto nel gennaio 1906, Stravinskij continuò a studiare e lavorare con il suo maestro Nicolaj Rimskij-Korsakov a cui dedicò la sua prima sinfonia in Mi bemolle maggiore scritta in quegli anni.
Durante il suo viaggio di nozze di due settimane a Imatra, in Finlandia, il compositore aveva iniziato a ideare la musica di una suite e, quando ritornò a San Pietroburgo, incominciò a metterla su carta. Il lavoro si basava sul testo di tre poesie di Puškin tradotte in francese da Alexandre Komarov. La stesura di queste sue prime opere era stata seguita da vicino da Rimskij-Korsakov e, poiché il maestro voleva che fossero eseguite, si accordò con l'orchestra della Corte per un'audizione privata, con la direzione del direttore stabile Hugo Wahrlich nell'aprile del 1907.
La prima esecuzione pubblica di Le faune et la bergère avvenne poi il 16 febbraio 1908 sempre a San Pietroburgo ai Concerti sinfonici russi di Beljaev con la direzione di Feliks Blumenfel'd.

## Argomento
La suite è costituita da tre canzoni:
- 1. La pastorella, Andantino (in Si bemolle maggiore)
- 2. Il fauno, Moderato (in Do minore) Allegro moderato
- 3. Il fiume, Andante (in Si maggiore) Allegro

Lila, una giovane pastorella, è innamorata di Filone. Ella vaga per i boschi e di notte, quando si addormenta, sogna Cupido che le promette l'amore del giovane. Un fauno deforme, che è temuto da tutte le giovani donne, si nasconde fra i cespugli d'erba; poiché è sempre deriso e scacciato è diventato irascibile e invidioso e ogni mattina dà sfogo alla sua angoscia con fiumi di lacrime. Lila ritorna nel bosco e fantastica sul suo amore nell'oscurità della notte. Improvvisamente il fauno le si para dinanzi e la pastorella, spaventata, fugge, ma viene inseguita. Scappando Lila perde i suoi vestiti fra i cespugli;  subito prima che il fauno riesca ad afferrarla, riesce a raggiungere il fiume che, per aiutarla, apre le sue acque che poi la ricoprono. La morte porta salvezza e liberazione alla povera pastorella.

## Analisi
Stravinskij, dopo parecchi anni dalla composizione, ammise che i suoi primi lavori, la Sinfonia in Mi bemolle e Le faune et la bergère, fossero poveri di personalità anche se gli andava riconosciuta una certa abilità tecnica nell'utilizzare la materia sonora.
Nella suite sono evidenti gli influssi di musicisti quali Debussy, Ravel, Dukas, le cui opere Stravinskij aveva già in parte conosciuto fin dagli anni 1902-1903. In particolare, l'autore che egli amava di più, Debussy, si ritrova nelle costruzioni esatonali e in elementi tematici trattati in una struttura armonica prettamente di stampo debussyano. Ne Le faune et la bergère affiora anche una reminescenza della musica di Wagner e di quella di Čajkovskij, in particolare Romeo e Giulietta.
Non vi è però alcuna influenza di Rimskij-Korsakov nel lavoro, della qual cosa il maestro rimase piuttosto irritato; soprattutto egli trovò strane le utilizzazioni fatte da Stravinskij dei toni interi, non riuscendo ad adeguarsi all'ascolto di una musica insolita per lui.

## Organico
Voce: mezzosoprano. Orchestra: tre flauti, due oboi, due clarinetti, due fagotti, quattro corni, due trombe, tre tromboni, basso tuba, timpani, percussioni, archi.